# Margot (cantante)
Margot, pseudonimo di Margherita Galante Garrone (Torino, 21 febbraio 1941 – Genova, 23 agosto 2017), è stata una cantautrice italiana.

## Biografia
Era la figlia maggiore del magistrato e politico Carlo Galante Garrone (fratello del celebre storico Alessandro; i prozii Eugenio e Giuseppe Garrone sono due medaglie d'oro al valor militare della prima guerra mondiale) e sorella dell'attrice e pedagoga teatrale Alessandra Galante Garrone. Sin da piccola si interessa di musica, ascoltando e assimilando gli chansonniers francesi (Georges Brassens, Barbara, ma in particolare Boris Vian) ed imparando a suonare la chitarra.
Grazie all'incontro con personaggi come Michele Straniero, Fausto Amodei, Sergio Liberovici (che diventa suo marito) ed altri, è tra gli esponenti di spicco del gruppo di Cantacronache. Con Cantacronache, dopo aver scelto definitivamente il nome d'arte di "Margot" (con cui è sempre stata chiamata anche nella vita privata), incide le prime canzoni di cui è autrice, oltre a riproporre le canzoni folk e popolari che la ricerca di Straniero, di Liberovici e di Emilio Jona, oltre che di Margot stessa, porta alla luce.
La sua canzone più celebre del periodo è la ballata protofemminista Le nostre domande, con testo di Franco Fortini.
Con il termine dell'esperienza, Margot debutta come solista, pubblicando nel 1964 un 45 giri con due canzoni scritte per Julian Garcia Grimau; nello stesso anno incide la famosa Le Déserteur di Boris Vian (canzone che in seguito vanterà numerose traduzioni e interpretazioni in italiano) all'interno di un EP realizzato con Silverio Pisu.
Dopo un periodo di relativa inattività artistica (nel frattempo è diventata mamma di Andrea Liberovici, anche lui in seguito cantautore e regista teatrale), Margot ritorna a incidere negli anni settanta, per la Divergo di Mario De Luigi e per la Fonit Cetra.
Dopo il secondo matrimonio con Giovanni Morelli si trasferisce a Venezia. Dagli anni ottanta si dedicava all'attività teatrale. Nel 1987 fonda il Gran Teatrino La Fede delle Femmine insieme a Leda Bognolo, Paola Pilla e a Margherita Beato, con cui realizza spettacoli di marionette costruite da loro stesse.

## Discografia parziale

Da sinistra a destra: Sergio Liberovici, Fausto Amodei, Michele Luciano Straniero e Margot

### 33 giri con i Cantacronache
- 1961: Canti della Resistenza spagnola (DNG; esecuzioni di Margot e Michele Straniero)
- 1962: Canti della Resistenza europea (DNG)

### 33 giri da solista
- 1963: Canzoni di una coppia (Ricordi, VRL 3002)
- 1975: Sul cammino dell'ineguaglianza (Divergo, DVAE 001)
- 1976: La follia (Divergo, DVAE 009)
- 1978: La messa dei villani nella cattedrale degli ingegneri (Divergo, DVAE 022)
- 1978: Patriòt republican (Fonit Cetra, LPP 375)

### EP da solista
- 1961: Canzoni di una coppia (Cetra, EPE 3156)
- 1961: 4 canzoni di Brassens (Cetra, EPE 3157)
- 1964: Canti per noi (DNG, GEP 80009; con Silverio Pisu)

### 45 giri da solista
- 1962: Canzone triste/Canzone di viaggio (Cetra, SP 1166)
- 1964: Canto per noi (DNG, GNP 79007; sul lato B è inciso il brano Alla memoria del compagno J. G. Grimau, eseguito da un altro artista)
- 1964: Badoglieide (DNG, GNP 79008; sul lato B è contenuta Dongo, eseguita da Fausto Amodei)
- 1964: La morte di Anita Garibaldi/Sto il giorno sulla porta (DNG, GNP 79010; con Silverio Pisu. Dallo spettacolo Il Passatore)

### CD da solista
- 2011: Margot (Nota)
- 2012: Il vespero vermiglio (Nota)